# Stade du Prince Faisal bin Fahd
Le stade du Prince Faisal bin Fahd (en arabe : ملعب الأمير فيصل بن فهد) est un stade à usage multiple situé au quartier de Malaz à Riyad en Arabie saoudite. Il est principalement utilisé pour les rencontres de football. Le stade dispose d'une capacité de 22 250 places.

## Histoire
Construit en 1969, il fut nommé « stade Reayat Al Shabab in Malaz » (arabe : ملعب رعاية الشباب بالرياض) et a été le stade numéro 1 en Arabie saoudite avant la construction de l'autre stade de la capitale Stade international du Roi-Fahd en 1987. Il est nommé en l'honneur du Prince Faisal bin Fahd.
Pour la saison 2011/2012, le stade s'est vu doté du système des tickets électroniques, il est le premier stade en Arabie saoudite à se doter de ce système.

## Évènements
- Coupe du Golfe des nations de football 1972
- Finale de la Coupe du Roi d'Arabie saoudite d'Arabie saoudite
- Finale du championnat saoudien
- Finale de la coupe d'Arabie saoudite
- Phase finale de la Ligue des champions de l'AFC 2012
- Coupe du Golfe des nations de football 2014
- Coupe d'Asie des nations de football 2027